# ニコラス・ミレシ
ニコラス・ミレシ・バン・ロメウ（Nicolás Milesi Van Lommel、1992年11月10日 - ）はウルグアイ出身のサッカー選手。リーガ・パラグアージャ・クラブ・リベルタに所属している。ポジションはMFを務めている。

## 経歴
2016年8月5日、サウジ・プロフェッショナルリーグの強豪アル・ヒラルに移籍した。
2017年11月18日のACL決勝1stレグの浦和レッズ戦では先発出場し、レッズを苦しめたが試合を1-1で終えると、続く2ndレグでも先発出場し、日本のメディアでは試合のキーマンと予想されていた。しかしチームは後半終了間際にラファエル・シルバにゴールを許し、無念の準優勝となった。

## プレースタイル
セットプレーの名手で、絶妙なボールを味方に送ることができるボランチ。